# Stefano Vanoncini
Stefano Vanoncini (Bergamo, 6 aprile 1964) è un allenatore di pallacanestro italiano.

## Carriera
Dopo aver iniziato nelle giovanili del Treviglio, è stato capo-allenatore e vice in numerose squadre di Serie B1 e B2 e vice in A2 e serie A, nonché alla Nazionale U16 nel Campionato Europeo 2007.
Ha allenato nel campionato di Legadue la Aurora Basket Jesi nella prima parte della stagione 2009-10, e il Basket Barcellona nella seconda parte della stagione 2011-12.
Ha ottenuto due qualificazioni alle finali nazionali giovanili con Treviglio.
Ha ottenuto tre promozioni dalla serie B alla serie B d'eccellenza (Treviglio, Borgomanero, Casale Monferrato).
Si è qualificato per la finale promozione in serie A2 in tre occasioni (Sangiorgese e Cento due volte).
Promosso in serie A con la Sutor Montegranaro.
Finalista Coppa FIBA con Varese.
Fra i suoi Capi Allenatore citiamo Carlo Recalcati, Cesare Pancotto, Stefano Pillastrini, Paolo Moretti, Alessandro Finelli, Andrea Mazzon, Giancarlo Sacco, Franco Ciani e Giovanni Benedetto.